# 1979 no teatro

## Nascimentos
| Data            | Nome                 | Profissão                      | Nacionalidade    | Observações | Ref |
| --------------- | -------------------- | ------------------------------ | ---------------- | ----------- | --- |
| 3 de janeiro    | Paulo Vilhena        | ator, diretor e repórter       | Brasil           |             |     |
| 25 de Janeiro   | Bianca Castanho      | atriz                          | Brasil           |             |     |
| 12 de Fevereiro | Jesse Spencer        | ator                           | Austrália        |             |     |
| 21 de Fevereiro | Jennifer Love Hewitt | atriz e cantora                | Estados Unidos   |             |     |
| 22 de Fevereiro | Débora Falabella     | atriz                          | Brasil           |             |     |
| 26 de Março     | Juliana Paes         | atriz                          | Brasil           |             |     |
| 21 de Abril     | James McAvoy         | ator de cinema e teatro        | Reino Unido      |             |     |
| 8 de Junho      | Pedro Granger        | actor, apresentador e dobrador | Portugal         |             |     |
| 29 de Junho     | Liliana Castro       | atriz                          | Equador / Brasil |             |     |
| 27 de setembro  | Danilo Gentili       | humorista                      | Brasil           |             |     |
| 21 de Outubro   | Fernanda Rodrigues   | atriz                          | Brasil           |             |     |
| 26 de Novembro  | Deborah Secco        | atriz                          | Brasil           |             |     |

## Mortes
| Data        | Nome              | Profissão                        | Nacionalidade | Observações | Ref |
| ----------- | ----------------- | -------------------------------- | ------------- | ----------- | --- |
| 4 de Junho  | Gilda de Abreu    | atriz, cantora e relizadora      | Brasil        | n. 1904     |     |
| 18 de Junho | Procópio Ferreira | ator, escritor e diretor teatral | Brasil        | n. 1898     |     |